# Pani Bovary (film 1991)
Pani Bovary (fr. Madame Bovary) – francuski melodramat z 1991 roku w reżyserii Claude'a Chabrola. Adaptacja powieści o tym samym tytule Gustawa Flauberta.

## Główne role
- Isabelle Huppert - Emma Bovary
- Jean-François Balmer - dr Charles Bovary
- Christophe Malavoy - Rodolphe Boulanger
- Jean Yanne - aptekarz Homais
- Lucas Belvaux - Leon Dupuis
- Christiane Minazzoli - Wdowa Lefrançois
- Jean-Louis Maury - kupiec bławatny Lheureux
- Florent Gibassier - Hippolyte
- Jean-Claude Bouillaud - pan Rouault
- Sabeline Campo - Felicité
- Yves Verhoeven - Justin

## Fabuła
Emma Bovary - zwykła dziewczyna z prowincji - żeni się z miejscowym lekarzem, Karolem. Niestety, mimo tego, że mają dzieci, ich związek nie jest udany, a kobieta zaczyna odczuwać nudę. Zaczyna wdawać się w romanse, najpierw z Rudolfem Boulangerem, następnie z Leonem Dupuis.

## Nagrody i nominacje
Oscary za rok 1991
- Najlepsze kostiumy - Corinne Jorry (nominacja)

Złote Globy 1991
- Najlepszy film zagraniczny (nominacja)